# Йоэнсуу

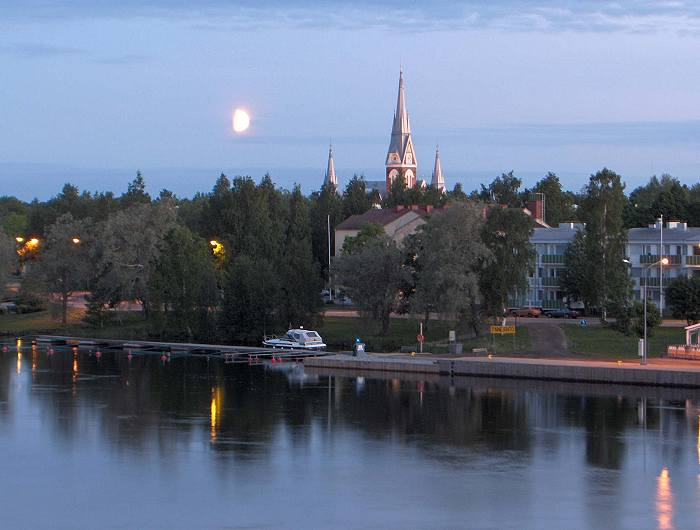
Вид евангелическо-лютеранской церкви Йоэнсуу при лунном свете

Йо́энсуу, или Йо́энсу (фин. Joensuu — «Устье») — город на востоке Финляндии, расположенный в устье реки Пиелисйоки и на берегу озера Пюхяселькя, а также одноимённая община. Административный центр провинции Северная Карелия с населением более 78 тысяч жителей (двенадцатый по этому показателю город Финляндии) (2023). Город является крупным центром высшего образования (15 тысяч студентов) и торгово-транспортным узлом. Лесосплавный озёрный порт тесно связан с традиционным для региона производством пиломатериалов и фанеры (UPM), в городе развита пластмассовая и металлургическая промышленность (Abloy), машиностроение (John Deere), типографские услуги (Punamusta), пищевая промышленность (Valio), энергетика (Fortum) и разработки в сфере информационных и оптических технологий. Главным печатным органом в общине является газета «Карьялайнен».

## История
| Население Йоэнсуу по годам | Население Йоэнсуу по годам |
| -------------------------- | -------------------------- |
| 1850                       | 284                        |
| 1900                       | 2 984                      |
| 1910                       | 4 789                      |
| 1920                       | 4 946                      |
| 1930                       | 5 196                      |
| 1940                       | 5 146                      |
| 1950                       | 7 845                      |
| 1960                       | 27 383                     |
| 1970                       | 36 281                     |
| 1980                       | 44 325                     |
| 1990                       | 47 215                     |
| 2000                       | 51 514                     |
| 2004                       | 52 659                     |
| 2005                       | 57 587                     |
| 2006                       | 57 650                     |
| 2007                       | 57 408                     |
| 2008                       | 58 087                     |
| 2009                       | 72 669                     |
| 2013                       | 74 146                     |
| 2015                       | 75 244                     |

Город был основан в 1848 году русским императором Николаем I в устье реки Пиелисйоки. В XIX веке Йоэнсуу являлся промышленным и торговым городом. В 1860 году город получил права на торговлю, в связи с чем ограничения промышленной деятельности были устранены и местные лесопильные заводы начали процветать. В посёлке Утра возник центр стекольной промышленности, причем 11 % его населения составляли иностранцы, в посёлке существовала шведоязычная школа. В 1856 году был построен Сайменский канал, существенно улучшивший условия транспортировки грузов. Благодаря каналу активно развивалась торговля между Северной Карелией, Санкт-Петербургом и Центральной Европой.
В конце 1870-х годов, благодаря построенным на реке Пиелисйоки каналам, возможности судоходства и сплава существенно расширились. Река Пиелисйоки, связанная с другим крупным озером Пиелинен, стала важным маршрутом для лесосплава и снабжала лесопильные заводы и лесохозяйственную промышленность Финляндии материалом. К началу XX века Йоэнсуу стал одним из крупнейших внутренних портов Финляндии.
В течение последних десятилетий небольшой, в значительной мере сельскохозяйственный и лесопромышленный город превратился в оживлённый центр региона Северной Карелии. В 1954 году численность населения Йоэнсуу составила 24 тысячи человек. Начиная с 1960-х годах годов ускорился экономический рост Финляндии. Одновременно с этим начался процесс урбанизации. В 1960-х годах численность населения Йоэнсуу увеличилась на 28 % и к 1970 году составила 36 тысяч человек. В 1960-е годы Северной Карелии был предоставлен статус самостоятельного административного региона, и город Йоэнсуу стал его столицей. В 1970-х годах в городе было осуществлено множество усовершенствований в области социального обеспечения.
В 1969 году был основан Йоэнсууский университет.
В ходе роста города в состав Йоэнсуу входили соседние поселения. Так в 1954 году была присоединена коммуна Пиелисенсуу (фин. Pielisensuu), а 1 января 2005 года в состав города вошли коммуны Киихтелюсваара (фин. Kiihtelysvaara) и Тууповаара (фин. Tuupovaara).
В начале 2009 года в состав Йоэнсуу были включены два соседних муниципалитета — Эно (фин. Eno) и Пюхяселькя (фин. Pyhäselkä). В результате этого слияния численность населения Йоэнсуу достигла 72 тысяч человек.

## География
Йоэнсуу находится на востоке Финляндии в центре провинции Северная Карелия, административным центром которой он является. Город расположен на северном берегу озера Пюхяселькя (фин. Pyhäselkä) у устья реки Пиелисйоки (фин. Pielisjoki). Координаты города Йоэнсуу 62°36′00″ с. ш. 29°45′50″ в. д..
Площадь всего муниципалитета составляет 1312,1 км², из них:
- площадь суши: 1173,4 км²;
- площадь водных объектов: 138,7 км².

Площадь самого города — 120 км².
Река разделяет его на две части: в западной части находится центр города, а в юго-восточной — железнодорожный и автовокзал.
Планировка центра города — прямоугольная регулярная. Основными улицами являются Сильтакату (фин. Siltakatu), выходящая на мост через Пиелисйоки, ведущий к вокзалам, и Кауппакату (фин. Kauppakatu), проходящая параллельно реке.
Граничащие с общиной Йоэнсуу общины — Иломантси и Эно на северо-востоке, Контиолахти на севере, Липери на западе, Пюхяселькя на юге и Тохмаярви на юго-востоке.
Расстояния до основных населённых пунктов Финляндии:
| - Вааса: 493 км - Варкаус: 120 км - Ийсалми: 204 км - Ивало: 838 км - Каяани: 238 км - Кеми: 503 км | - Кильписъярви: 983 км - Коккола: 429 км - Котка: 344 км - Коувола: 313 км - Куусамо: 458 км - Куопио: 138 км | - Лахти: 337 км - Лаппеэнранта: 236 км - Миккели: 206 км - Нурмес: 129 км - Оулу: 395 км - Пиексямяки: 160 км | - Пори: 507 км - Порвоо: 399 км - Рованиеми: 550 км - Савонлинна: 139 км - Сейняйоки: 435 км - Тампере: 395 км | - Турку: 549 км - Утсйоки: 1 002 км - Ханко: 547 км - Хельсинки: 439 км - Хямеэнлинна: 412 км - Ювяскюля: 244 км |  |

### Административное деление

Вид на дома железнодорожников в районе Нииниваара

Община Йоэнсуу разделена на 30 районов. Районы I—IV образуют центр города Йоэнсуу. Последние пять районов возникли после включения в состав общины муниципалитетов Киихтелюсваара (фин. Kiihtelysvaara), Тууповаара (фин. Tuupovaara), Эно (фин. Eno) и Пюхяселькя (фин. Pyhäselkä).
| 1. Район I (фин. I Kaupunginosa) 2. Район II (фин. II Kaupunginosa) 3. Район III (фин. III Kaupunginosa) 4. Район IV (фин. IV Kaupunginosa) 5. Нииниваара (фин. Niinivaara) 6. Отсола (фин. Otsola) 7. Канервала (фин. Kanervala) 8. Кяпюкангас (фин. Käpykangas) | 1. Сиихтала (фин. Siihtala) 2. Мутала (фин. Mutala) 3. Рантакюля (фин. Rantakylä) 4. Утра (фин. Utra) 5. Сирккала (фин. Sirkkala) 6. Карсикко (фин. Karsikko) 7. Хуканхаута (фин. Hukanhauta) 8. Пентилля (фин. Penttilä) | 1. Линнунлахти (фин. Linnunlahti) 2. Нольякка (фин. Noljakka) 3. Пилкко (фин. Pilkko) 4. Раатекангас (фин. Raatekangas) 5. Марьяла (фин. Marjala) 6. Ииксенваара (фин. Iiksenvaara) 7. Кархунмяки (фин. Karhunmäki) 8. Кетунпесят (фин. Ketunpesät) | 1. Ииксеннииттю (фин. Iiksenniitty) 2. Хейняваара (фин. Heinävaara) 3. Киихтелюсваара (фин. Kiihtelysvaara) 4. Тууповаара (фин. Tuupovaara) 5. Эно (фин. Eno) 6. Пюхяселькя (фин. Pyhäselkä) |

## Климат
| Показатель                    | Янв.  | Фев.  | Март  | Апр. | Май  | Июнь | Июль | Авг. | Сен. | Окт. | Нояб. | Дек.  | Год |
| ----------------------------- | ----- | ----- | ----- | ---- | ---- | ---- | ---- | ---- | ---- | ---- | ----- | ----- | --- |
| Средний суточный максимум, °C | −8,2  | −7,2  | −1,3  | 4,9  | 13,5 | 19,0 | 21,0 | 18,3 | 12,1 | 5,7  | −0,5  | −5,2  | 6,0 |
| Средняя температура, °C       | −11,6 | −10,7 | −5,4  | 0,7  | 8,3  | 14,2 | 16,4 | 14,0 | 8,6  | 3,2  | −2,7  | −8,2  | 2,2 |
| Средний суточный минимум, °C  | −15,4 | −15   | −10,1 | −3,4 | 2,6  | 8,8  | 11,3 | 9,7  | 4,9  | 0,4  | −5,5  | −12,1 | −2  |
| Норма осадков, мм             | 37    | 29    | 32    | 35   | 36   | 61   | 75   | 84   | 65   | 59   | 54    | 45    | 612 |
| Источник: World Climate       |       |       |       |      |      |      |      |      |      |      |       |       |     |

## Экономика
В настоящее время важнейшими сферами экономики города Йоэнсуу являются пластмассовая и металлургическая промышленность, деревообрабатывающий и лесопромышленный сектора, информационные технологии и коммуникация, а также трансграничное сотрудничество. Агентство развития региона Йоэнсуу «JOSEK Ltd» вместе с другими стейкхолдерами занимается развитием хозяйственной деятельности региона.
Крупнейшими предприятиями города являются завод компании по изготовлению замков и систем доступа Abloy и тракторный завод американской компании John Deere. В городе также имеются предприятия по производству строительных материалов и изготовлению продуктов питания (Valio).
Йоэнсуу считается лесохозяйственной столицей Европы, здесь проводятся научные исследования в этой области: в городе находится Европейский институт леса, имеющий значительное разработки в данной области, располагающиеся в трехэтажном здании «METLA talo», построенном полностью из дерева (бетонные только шахты лифта). Здание является архитектурной достопримечательностью города.
В 2012—2013 годов в городе был построен первый завод по производству пиролитической нефти. Компания Fortum инвестировала в строительство завода 20 млн евро, министерство труда и экономического развития вложило 8 млн евро.

## Городская планировка
В городском пространстве Йоэнсуу, как и во многих других финских городах, реализована идея «зеленого пояса», то есть жилые районы отделены друг от друга парковыми зонами, часто непрерывными, так что из одного района в другой можно перемещаться пешком или на велосипеде, практически не попадая в зоны городской застройки. Парковые пространства, дендрарии и участки нетронутого леса составляют значительную часть территории города.

## Транспорт
В Йоэнсуу развито местное и междугородное автобусное сообщение, есть железнодорожный вокзал, речной и торговый порты и аэропорт. Прямые автобусные рейсы связывают Йоэнсуу с Хельсинки, Иломантси, Ювяскюля, Куопио, Кухмо, Нурмесом и Савонлинной. Кроме этого через город проходит национальная трасса 6 Хельсинки—Каяани. 2 августа 2013 года было открыто прямое автобусное сообщение Йоэнсуу — Петрозаводск (три раза в неделю — чт. пт. сб.). Также имеется автобусное сообщение с Санкт-Петербургом (маршрут № 995).

### Воздушное сообщение
Аэропорт Йоэнсуу (международный код ИАТА: JOE; код ИКАО: EFJO.), находящийся в 11 км к северо-западу от города, по данным 2005 года, занимал 9-е место в Финляндии по пассажиропотоку (153 889 пассажиров в год). Аэропорт обслуживается компанией «Finnair» и связывает Йоэнсуу с Хельсинки (от 3 до 6 рейсов за день) и другими городами.

### Железнодорожное сообщение
Из Йоэнсуу ходят прямые поезда до Хельсинки через Иматру, Лаппеэнранту, Коуволу, Лахти; до Ювяскюля. С пересадкой из Йоэнсуу можно попасть в Тампере, Турку, Оулу, Каяани, Риихимяки, Сейняйоки, Рованиеми, Санкт-Петербург и Москву. Путь от Йоэнсуу до Хельсинки составляет в среднем 4,5 часа.

### Судоходное сообщение
Шлюзы Йоэнсуу вместе со шлюзами Куурна и Калтимо соединяют озера Пиелинен и Пюхяселькя. В самом центре Йоэнсуу находится речной порт на 50 швартовочных мест для маломерных судов. Торговый порт Йоэнсуу, расположенный на мысе Уконниеми и имеющий пять причалов, осуществляет судоходное сообщение по Волге с Каспийским и Чёрным морями.

## Культура и образование

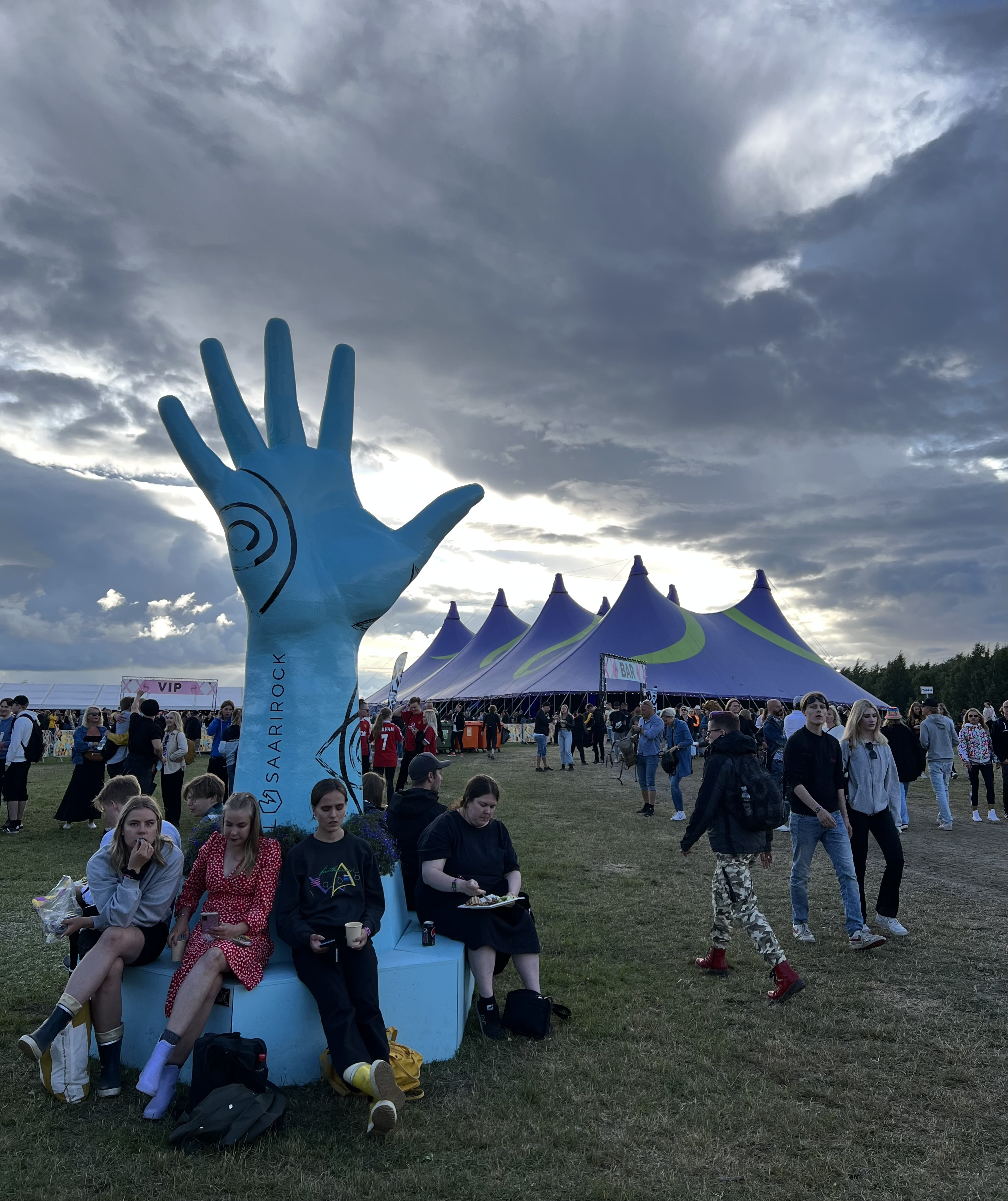
Фестиваль Ilosaarirock в Йоенсуу (2022)

### Музыка и театр
- Фестиваль Ilosaarirock. Один из самых старых и популярных рок-фестивалей в Финляндии. Проводится в Йоенсуу с 1971 года.
- Городской оркестр Йоэнсуу. В его репертуаре — концерты симфонической и легкой музыки, а также различные специальные программы. Оркестр проводит свои выступления по четвергам в зале «Carelia-sali». В настоящее время его художественным руководителем является Юрьен Хемпель. Кроме этого, в феврале в Йоэнсуу проводятся дни музыки «Joensuun Musiikkitalvi».
- Городской театр Йоэнсуу (фин. Kaupunginteatteri, Rantakatu 20). Театр располагается в здании ратуши. Представления даются на двух сценах. Все представления — только на финском языке.

### Образование
В Йоэнсуу существует разветвленная сеть школ и гимназий, среди которых
- Объединённая гимназия Йоэнсуу (фин. Joensuun yhteiskoulun lukio),
- Школа Восточной Финляндии со специализацией на русском языке и культуре (фин. Itä-Suomen koulu),

В 2010 году в рамках реформы системы высшего образования Университет Йоэнсуу, учреждённый в 1969 году как педагогический институт, был объединён с Университетом Куопио под названием Восточнофинляндский университет (фин. Itä-Suomen yliopisto). В 1992 году в Йоэнсуу открылся университет прикладных наук «Карелия» (фин. Karelia-ammattikorkeakoulu).

## Достопримечательности
- Церковная улица (Кирккокату, фин. Kirkkokatu), проходящая по центру Йоэнсуу между двумя основными храмами города — православной церковью св. Николая на севере и евангелическо-лютеранской церковью на юге.
- Ботанический сад «Ботания» (фин. Joensuun yliopiston kasvitieteellinen puutarha, Heinäpurontie 70). Знаменит большой коллекцией экваториальных и тропических растений. Среди них — бамбуки, лианы, растения-хищники, растения, реагирующие на прикосновение. Кроме этого в экспозиции также имеются коллекции бабочек, жуков, тематические стенды и говорящие попугаи[15]. С 2018 года ботанический сад перешёл в частное владение и стал популярной городской концертной и выставочной площадкой.
- Ремесленный квартал (фин. Taitokortteli, Koskikatu 1). Здесь расположены сувенирные и ремесленные лавки, небольшие галереи, а также кофейня «У торгового советника» и Центр прикладных ремесел.

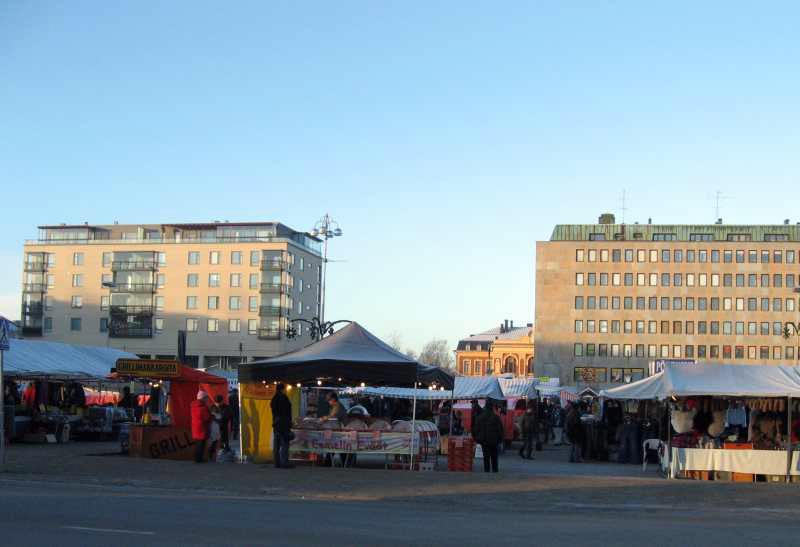
Рыночная площадь
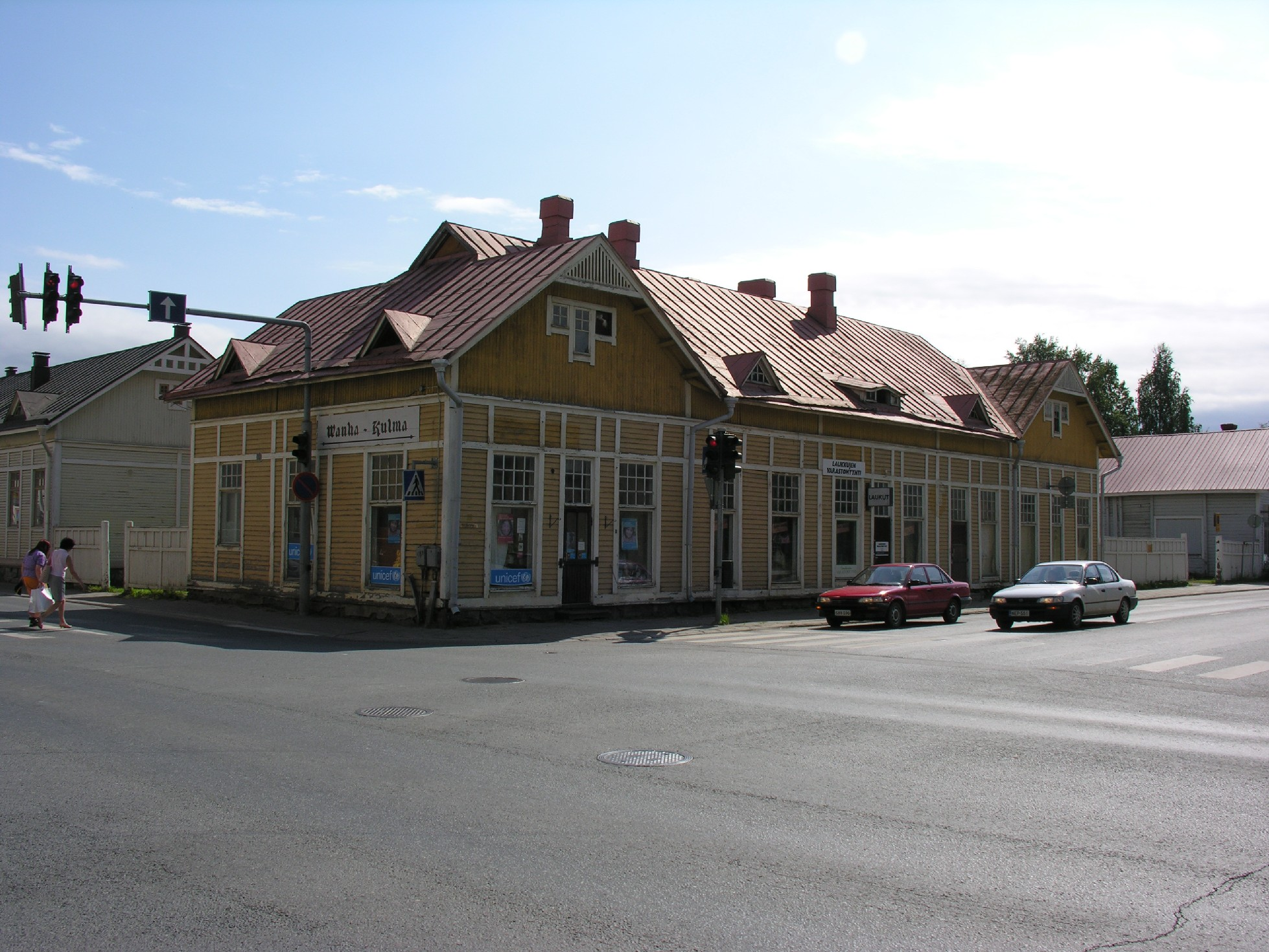
Ремесленный квартал
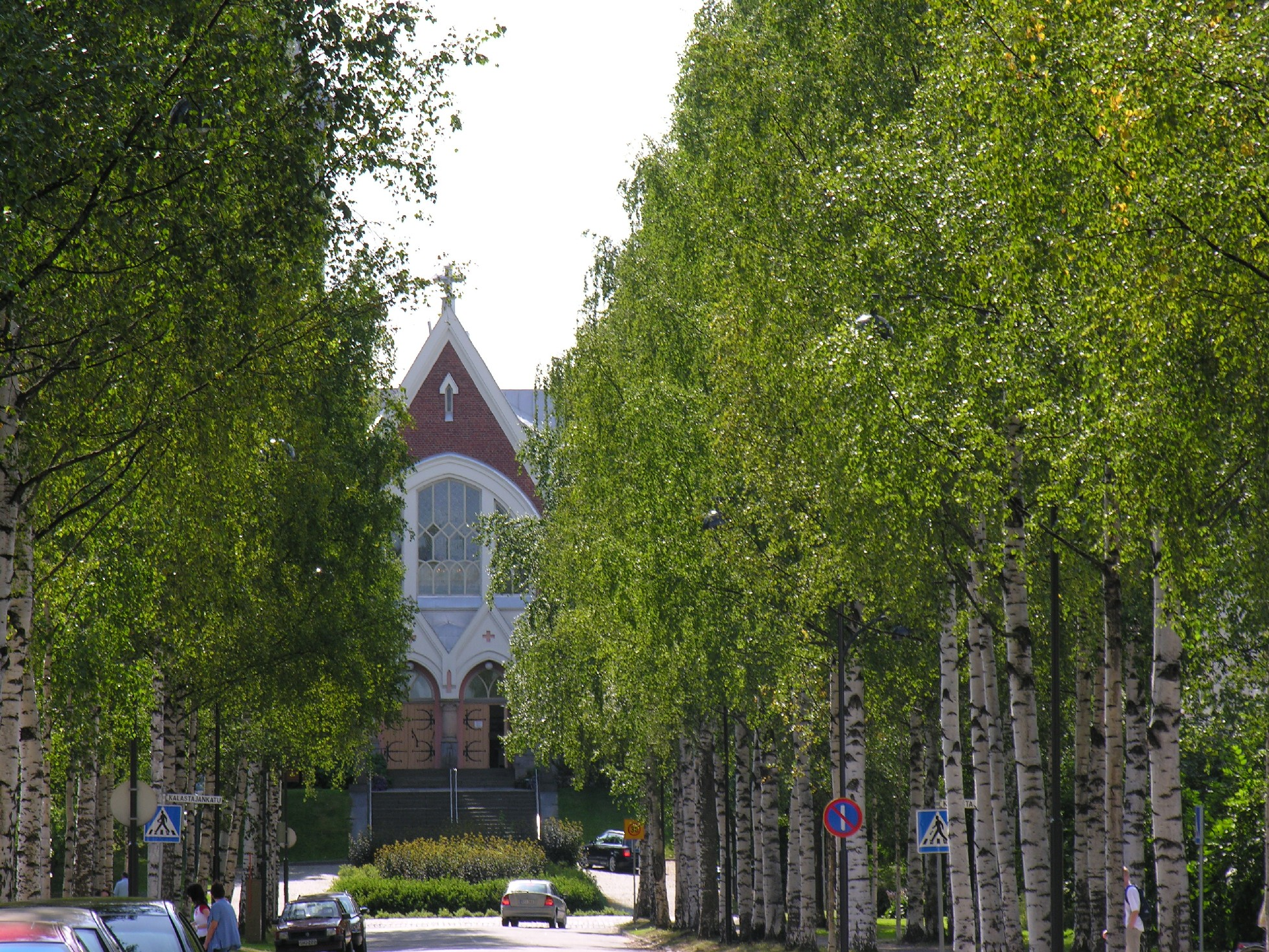
Церковная улица

## Церкви Йоэнсуу
- Евангелическо-лютеранская церковь Йоэнсуу (фин. Joensuun evankelis-luterilainen kirkko, южный конец Kirkkokatu). Церковь построена в 1903 году по проекту Йозефа Стенбека в неоготическом стиле с элементами северного модерна. Отличается особой изысканностью линий и главным входом в виде каскадного сквера. В 2002 году была проведена полная реставрация церкви. Находится под охраной государства как памятник архитектуры общенационального значения[16]
- Православная церковь святого Николая (фин. Pyhän Nikolaoksen kirkko, северный конец Kirkkokatu). Деревянная церковь, возведенная в 1887 году. Самой значимой её частью является иконостас, расписанный в Санкт-Петербурге, в Александро-Невской лавре.
- Православная церковь святого Иоанна Богослова (фин. Pyhän Johannes Teologin kirkko) при православной семинарии (фин. Ortodoksinen seminaari, Torikatu 41). Церковь построена в традициях византийской церковной архитектуры.
- Евангелическо-лютеранская церковь Пиелисенсуу (фин. Pielisensuun kirkko) Возведена в 1960 году в районе Нииниваара по проекту архитектора Вейкко Ларкаса.
- Евангелическо-лютеранская церковь прихода Рантакюля (фин. Rantakylän kirkko). Возведена в 1981 году.
- Евангелическо-лютеранская церковь прихода Нольякка (фин. Noljakan kirkko).
- Евангелическо-лютеранская церковь прихода Утра (фин. Utran kirkko, Väisälänkatu 2). Старая деревянная церковь в стиле «плотницкой» готики, возведенная в 1895 году. Находится под охраной государства[16].
- Евангелическо-лютеранская церковь Киихтелюсваара (фин. Kiihtelysvaaran kirkko). Церковь с гонтовой кровлей возведена в 1770 году по проекту архитектора Хягера.
- Православные часовни в Валкеаваара и Хейняваара (район Киихтелюсваара).
- Евангелическо-лютеранская церковь Тууповаара (фин. Tuupovaaran puukirkko, Koulutie 5). Возведена в 1902 году по проекту архитектора Мякинена.
- Евангелическо-лютеранская церковь Хойлола (фин. Hoilolan rajaseutukirkko, Hoilolantie 133B). Возведена в 1950 году по проекту архитектора Вейкко Ларкаса.
- Православная церковь святого Николая в Хойлола (фин. Hoilolan ortodoksinen kirkko, Tsiikontie 6A). Возведена в 1957 году.
- Православная церковь святой Пророчицы Анны в Хойлола (Kirkkotie 3).
- Погост Пёртсямё (фин. Pörtsämön kalmistossa). Могила с обелиском рунопевцу Петри Шемейкка в Ёллёля.

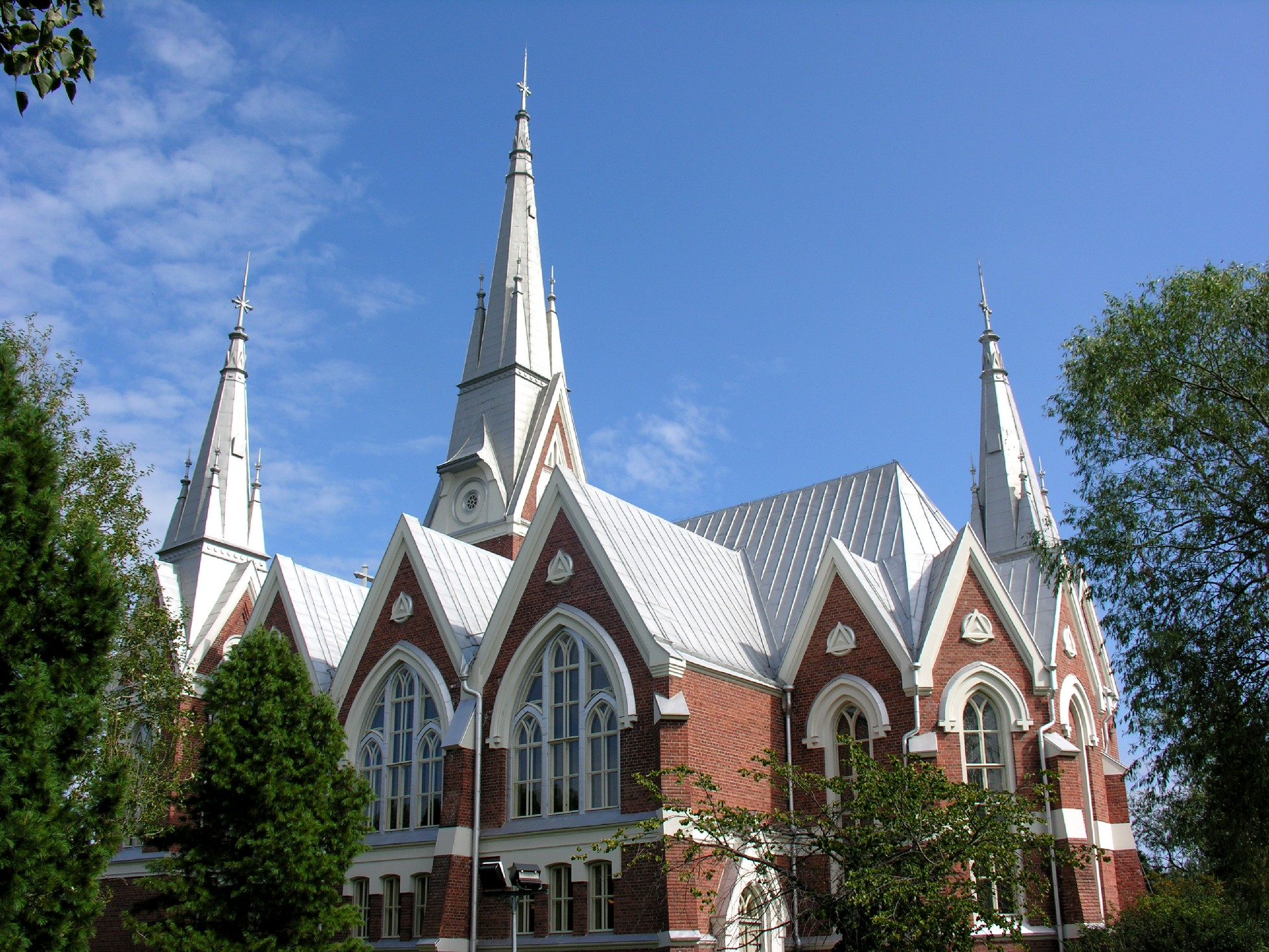
Евангелическо-лютеранская церковь Йоэнсуу
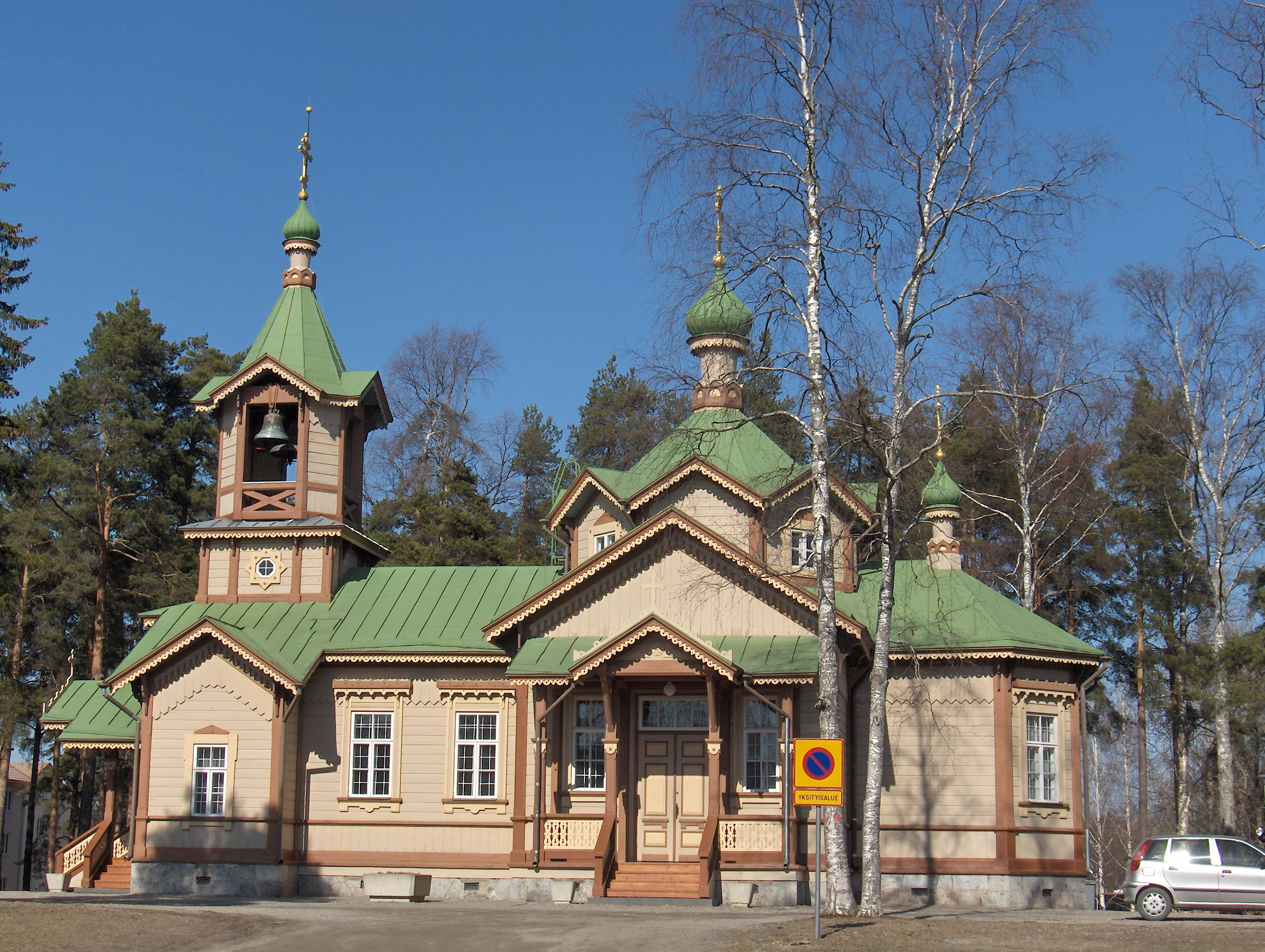
Православная церковь святого Николая
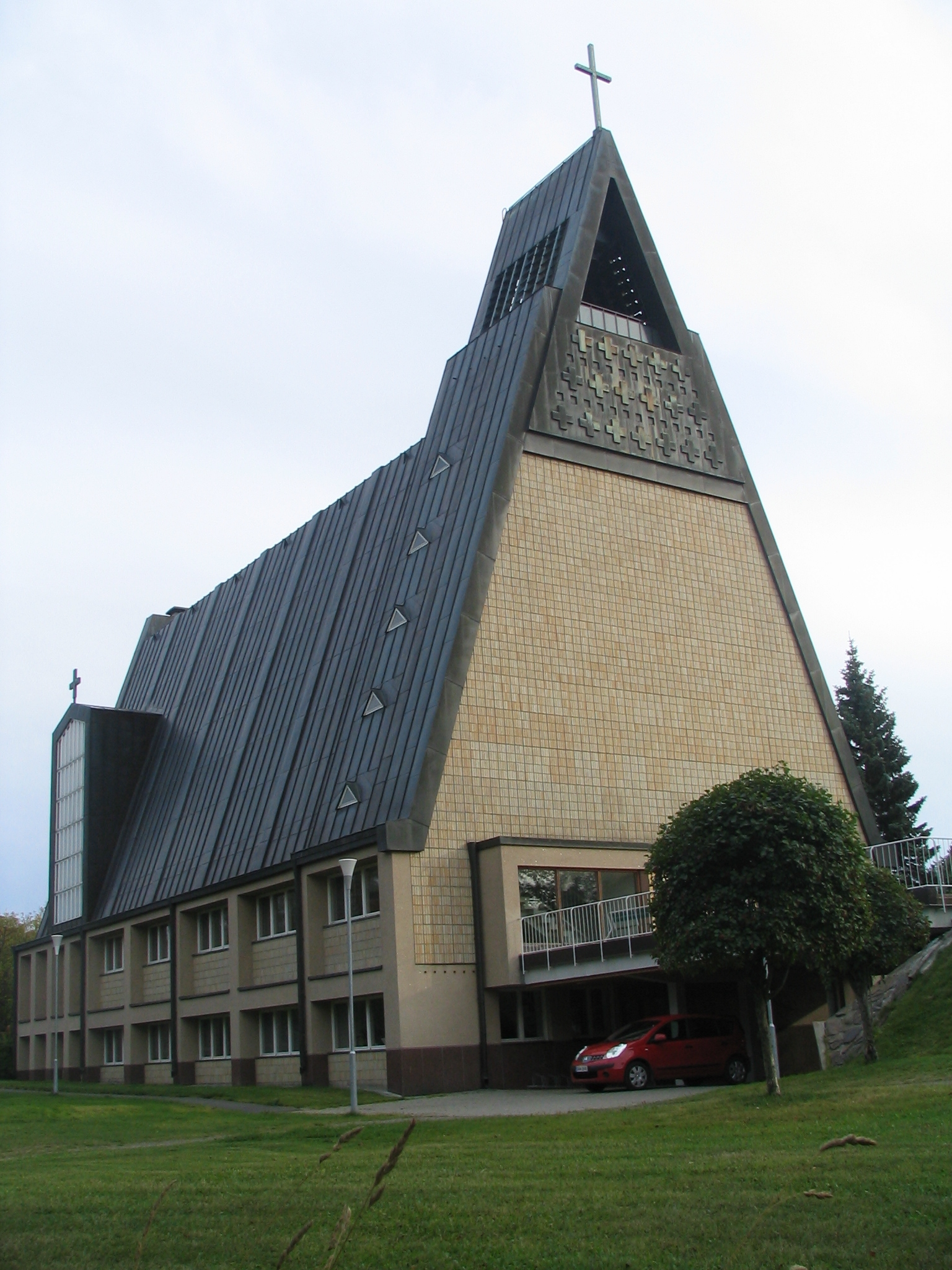
Евангелическо-лютеранская церковь Пиелисенсуу
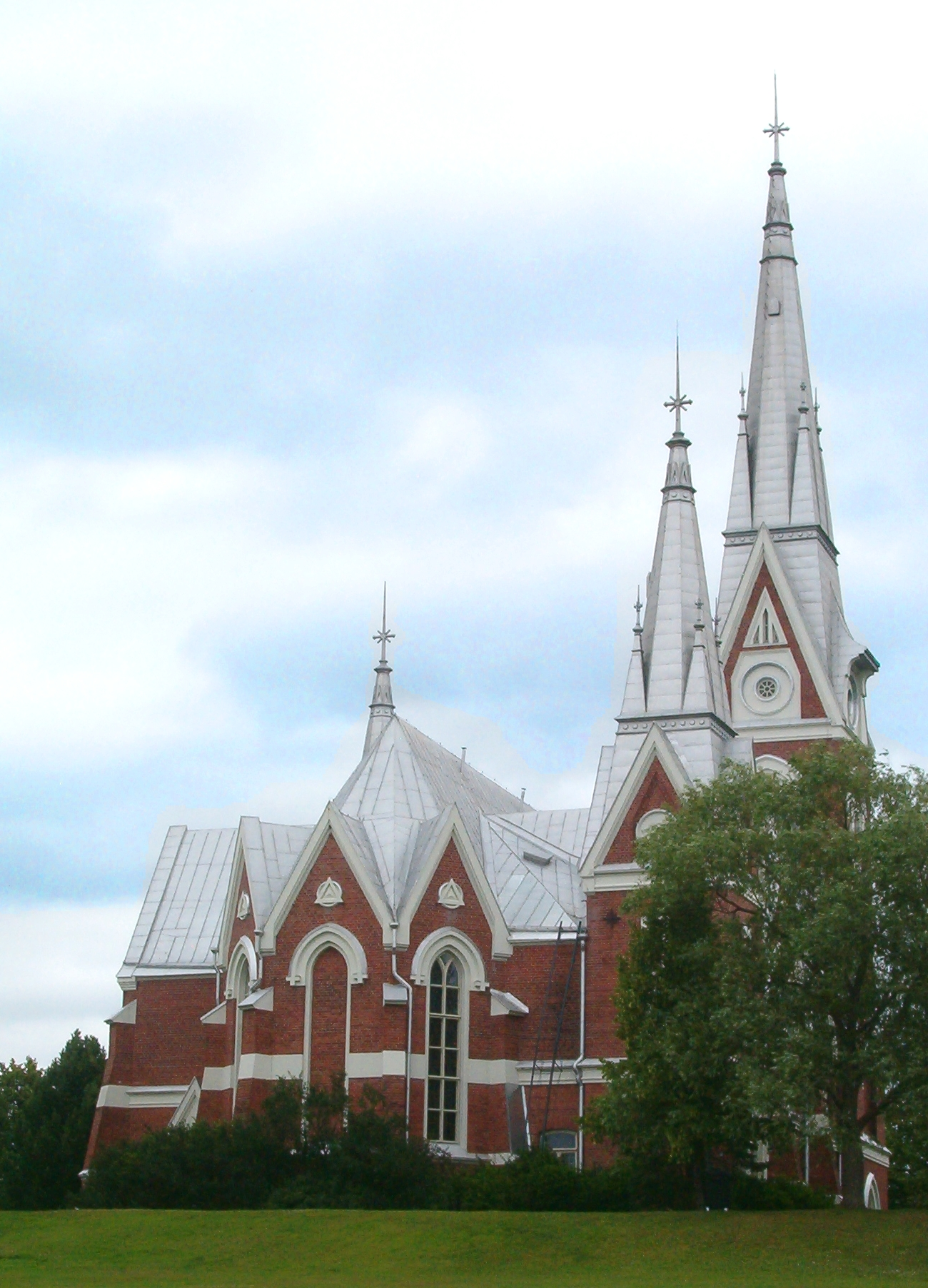
Евангелическо-лютеранская церковь Йоэнсуу
Деревянная церковь в Утре

## Архитектура
Кроме церковной архитектуры, в Йоэнсуу можно обнаружить несколько сооружений в стиле модерн, североевропейский неоклассицизм, функционализм, а также образцы современной городской архитектуры.
- Ратуша (фин. Kaupungintalo, Rantakatu 20) — здание на набережной в центре города, построенное в 1914 году в стиле «северный модерн» с элементами ар-деко по проекту архитектора Элиэля Сааринена. В настоящее время в здании располагается городской театр. Здание находится под охраной государства как архитектурный памятник общенационального значения[16].
- Дом муниципального совета (фин. Pielisjoen linna) — самое старое каменное здание в городе, построенное в 1852 году.
- Центральная больница Северной Карелии (фин. Pohjois-Karjalan keskussairaala) — многоэтажное высотное здание в стиле финского функционализма, построенное в 1953 году по проекту Юсси Паатела и Олли Пёюрю.
- Метла-тало (фин. Metla-talo) — здание Института леса, выстроенное в 2004 году исключительно из древесины топляка (архитектор Антти-Матти Сиикала).
- Арена Йоэнсуу (фин. Joensuu Areena) — построенный в 2004-м крытый концертно-спортивный комплекс с деревянными перекрытиями. Одно из самых больших зданий такого типа в Европе.

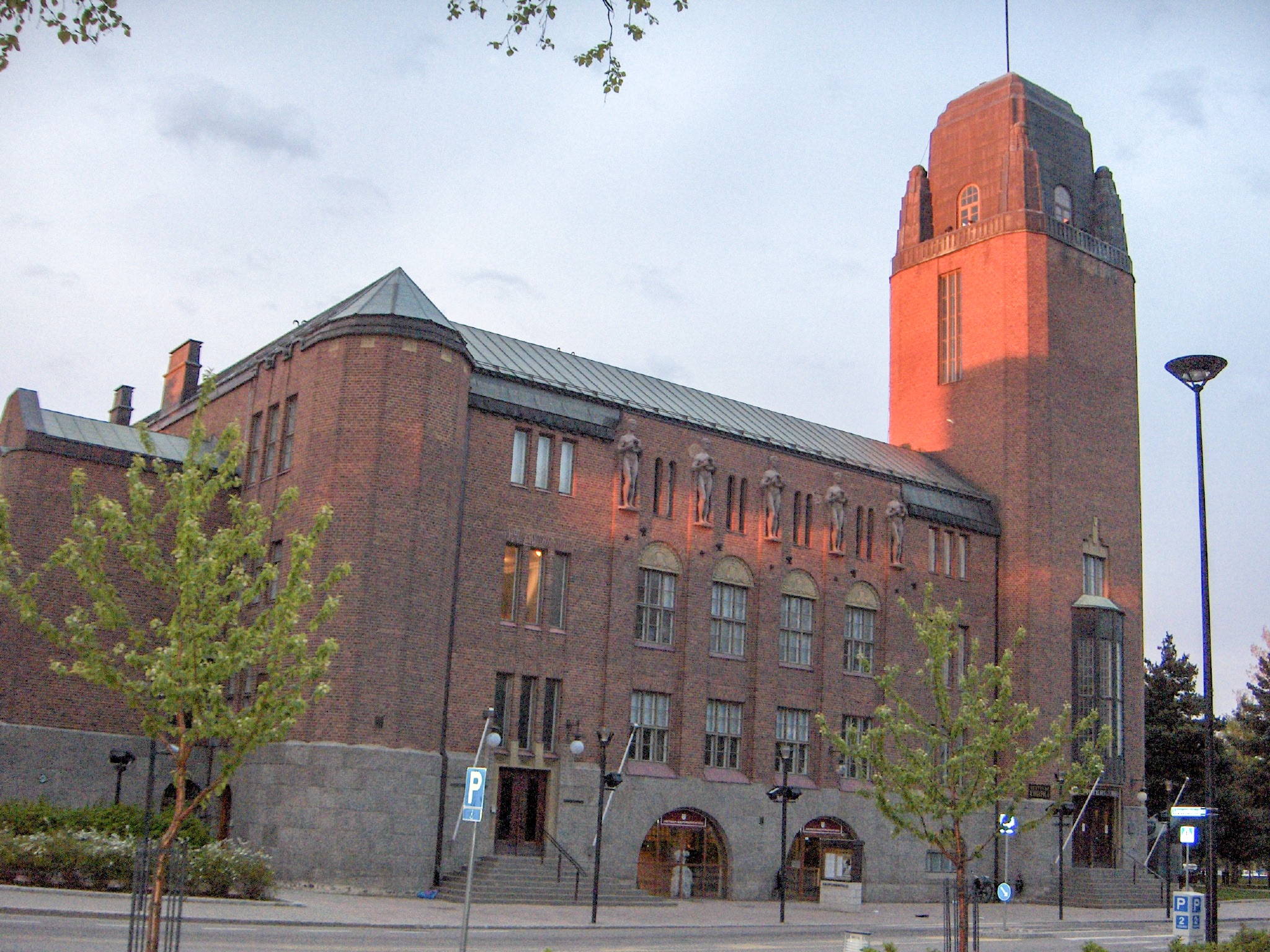
Ратуша Йоэнсуу
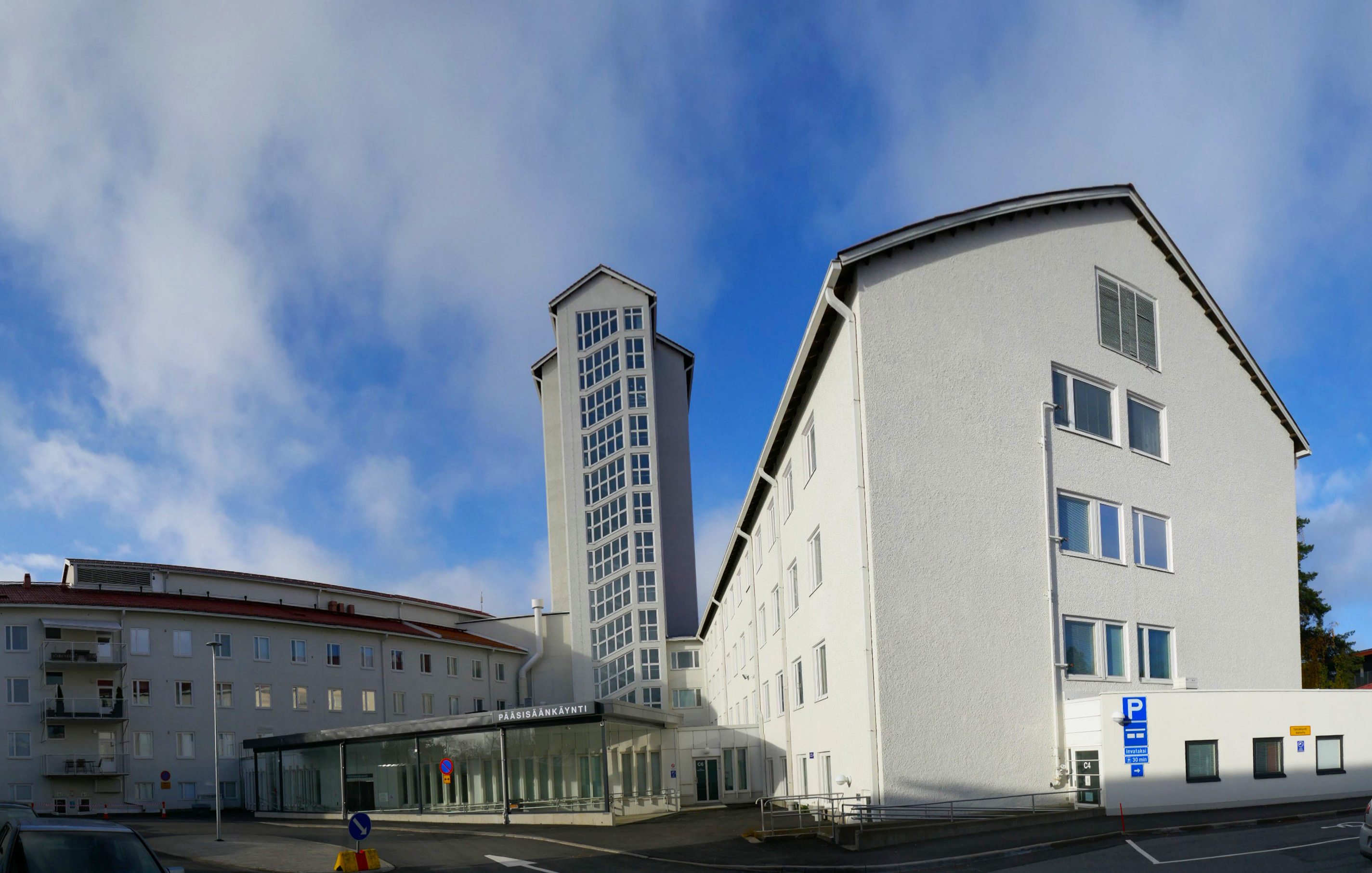
Центральная больница Северной Карелии
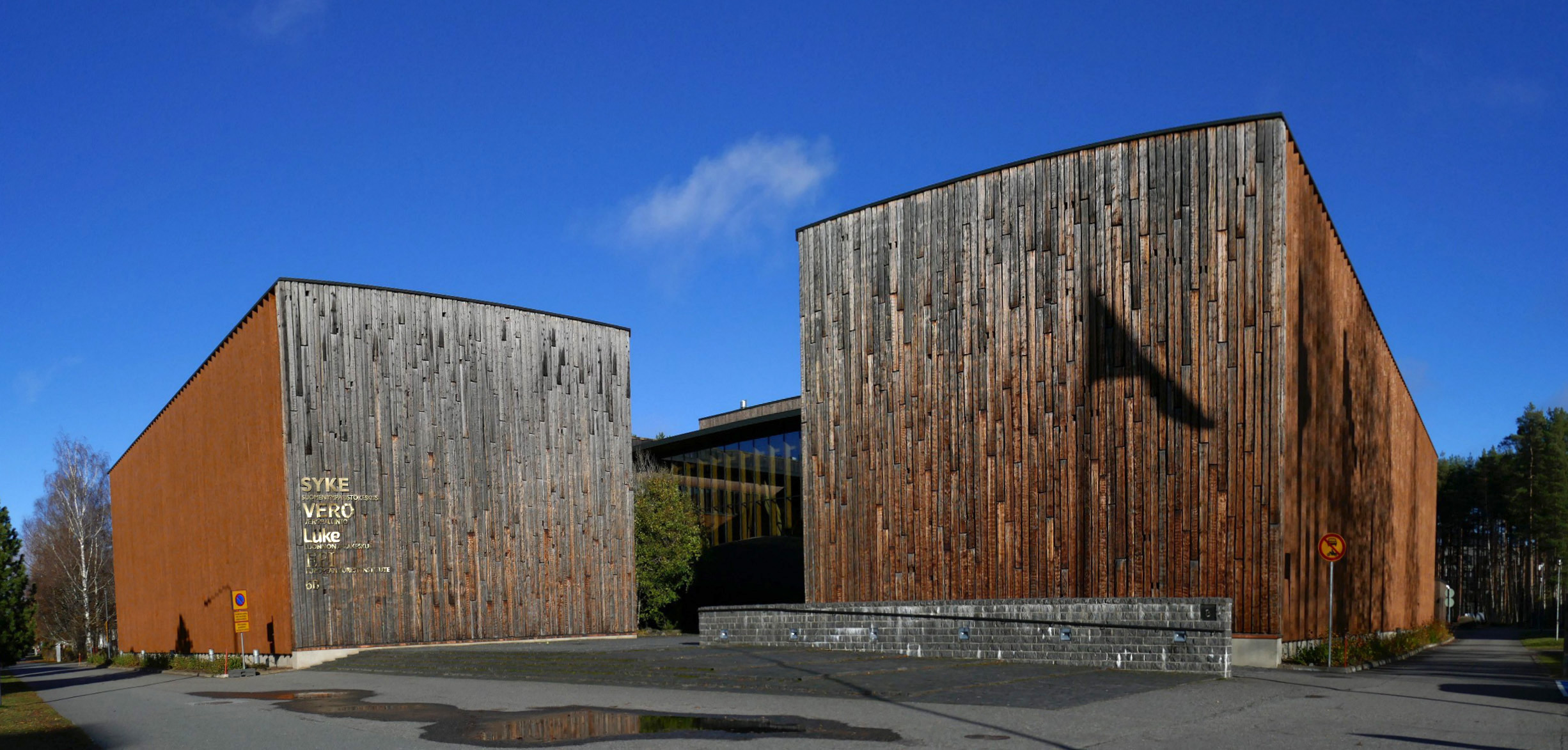
Вид на Метла-тало с Юлиопистокату

## Музеи
- Культурно-туристический центр «Кареликум» (фин. Carelicum, Koskikatu 5). Просторное здание у рыночной площади, в котором расположились музейные и выставочные экспозиции, театральные кассы. Здесь же находятся пункт муниципального обслуживания, отделы культуры, спорта, работы с молодёжью и народного образования муниципалитета города. В Кареликуме постоянно действует экспозиция Северо-Карельского музея (фин. Pohjois-Karjalan museo) «Все о Карелии», которая рассказывает о культуре, истории и традициях русской и финской Карелии[17].
- Музей Cеверной Карелии «Хилма»
- Музей дотов (фин. Bunkkerimuseo, Virranaus 7, Marjala). Расположенный в районе Марьяла примерно в 8 км от центра города в сторону Куопио музей дотов представляет собой участок самого крупного оборонительного сооружения Финляндии — линии Салпа. На территории музея представлены два оснащенных тёплых бункера, примыкающие к ним траншеи, огневые точки и противотанковые надолбы[18].
- Музей изобразительных искусств (фин. Joensuun taidemuseo, Kirkkokatu 23). В постоянной экспозиции музея: античное искусство, искусство Китая, финская живопись XIX века, финские иконы и мадонны эпохи Ренессанса. В музее проводятся временные выставки[19].
- Выставочный зал «Taidekeskus Ahjo» (Kirkkokatu 23). Основан в 1997 году и представляет собой многожанровый центр, в котором проводятся танцевальные представления, театральные постановки, литературные чтения и выставки.
- Галерея «Joensuun Taidetalo» (Kauppakatu 35). Постоянная выставка-продажа работ финских художников.
- Творчество Ээвы Саурио (Nepenmäenkatu 2). Постоянная выставка мозаичных работ Ээвы Саурио.
- Домашнее ателье Туртиайнена (Killintie 22). Выставка работ и домашнее ателье известного финского живописца Йормы Туртиайнена.
- Художественный салон Тууповаара (Virastotie 26). Выставка работ финских художников второй половины XX века, таких как Тапани Райттила, Аймо Канерва, Улла Рантанен, Нины Терно и др.
- Краеведческий музей Киихтелюсваара. Создан в 1959 году в здании амбара постройки 1861 года. Около 1500 экспонатов.
- Музей в Коскенниска (Koskenniskantie 14). Музей при мельнице с постоялым двором 1870 года.

## Физкультура и спорт
- Йоэнсуу — город с развитой велосипедной инфраструктурой, относительно молодым населением (10—12 % жителей — студенты) и плоским рельефом, поэтому неудивительно, что жители муниципалитета совершают на велосипедах около трети всех поездок, причем вне зависимости от сезона[20], это в три раза больше, чем в среднем по Финляндии[21]. В 2020-м в Йоэнсуу прошёл Конгресс по зимней езде на велосипеде[22]. Городские власти намерены закрепить за Йоэнсуу репутацию велосипедной столицы Финляндии и сделать велосипедное движение одним из факторов устойчивого развития города[23].
- В Йоэнсуу есть своя баскетбольная команда Kataja Basket Club[англ.], играющая в высшей профессиональной национальной лиге.

## Города-побратимы
- Хоф, Германия
- Исафьардарбайр, Исландия
- Линчёпинг, Швеция
- Роскилле, Дания
- Тенсберг, Норвегия
- Вильнюс, Литва
- Петрозаводск, Россия
- Сортавала, Россия
- Суоярви, Россия